# Szürke rétiszöcske
A szürke rétiszöcske (Platycleis grisea) a fürgeszöcskék családjába tartozó, Európában honos szöcskefaj.

## Megjelenése

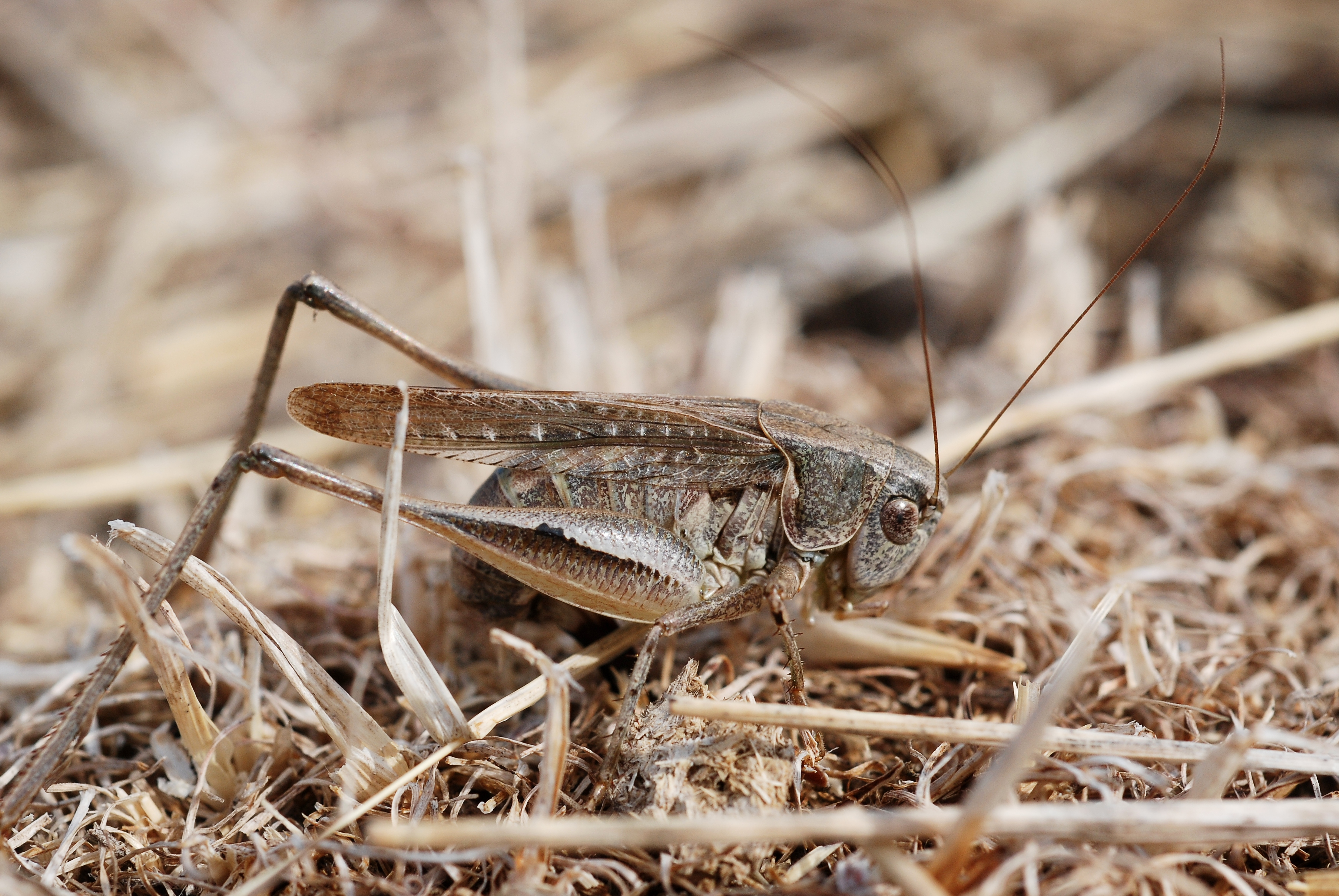
Peterakó nőstény

A szürke rétiszöcske testhossza a hím esetében 16-23 mm, a nőstény 18-24 mm, ehhez járul a 8-12 mm-es tojócső. Alapszíne szürkésbarna vagy világosbarna, sötétebb foltokkal márványozva. A fej és tor felső része általában világosabb; egyes egyedeknél a tor és a fej szürke vagy sárgás. A torpajzs tetején a varrat csak a hátsó részen látható. A nőstényeknél a potroh 7. haslemezén nincs kúp alakú kiemelkedés. A szárnyak hosszúak, elérik a hátsó térdet. A hátsó szárnyak vége kékes árnyalatú lehet. A nőstény tojócsöve sötét színű, fölfelé ívelő. 
Ciripelése halk, inkább ultrahangdetektorral lehet jól észlelni. Csak néhány méterre hallatszik el. Éneke magas, halk, egyenletes cirpelések hosszú sorozata, sebessége kb. 2-4 syllabus/sec. Nappali ciripelése nagyon gyors ritmusú, az éjszakai jóval lassúbb.

### Hasonló fajok
Nagyon hasonlít nyugati rétiszöcskéhez (P. albapunctata), egyes szerzők annak alfajának tekintik. A Roesel-rétiszöcske és a púposhasú rétiszöcske is hasonlít hozzá.

## Elterjedése
Európában honos, az Alpok déli részén, a Kárpát-medencében és Délkelet-Európában váltja a nyugati rétiszöcskét. Magyarországon országszerte elterjedt, főleg a domb- és hegyvidékeken él.  

## Életmódja
Melegkedvelő, a hegy- és dombvidékek száraz vagy félszáraz, meleg, viszonylag gyér növényzetű gyepeiben érzi jól magát. A nyíltabb területeket kedveli, de a hímek gyakran felmásznak kb. félméteres fűszálakra, kórókra ciripelni. Nappal és éjszaka is aktív lehet. Mindenevő, növényi és állati eredetű táplálékot egyaránt fogyaszt. Ha megzavarják hosszú, lapos ugrásokkal menekül, néha szárnyával rásegítve nagyobb távolságokra is elvitorlázik. 
Kifejlett egyedeivel júniustól október végéig lehet találkozni. A nőstény a talajba, növényszárakba, mohapárnákba rakja petéit. A lárvák március-áprilisban kelnek ki, és hétszer vedlenek. 
Magyarországon nem védett.